# Monte Albo grottensalamander
De Monte Albo grottensalamander of gele grottensalamander (Speleomantes flavus) is een salamander uit de familie longloze salamanders of Plethodontidae. De soort werd voor het eerst wetenschappelijk beschreven door Renzo Stefani in 1969. De soort werd lange tijd tot het geslacht grottensalamanders (Hydromantes) gerekend, waardoor de verouderde naam vaak opduikt in de literatuur.

## Uiterlijke kenmerken
De vrouwtjes worden ongeveer 15 centimeter lang inclusief staart, mannetjes blijven kleiner rond 13 cm waarmee is het een van de grotere Speleomantes- soorten. De kleur is variabel, meestal bruin tot roodbruin maar grijze tot bijna zwarte exemplaren komen eveneens voor. De meeste exemplaren hebben vele fijne vlekjes op de rug, geheel zwarte exemplaren met roze poten komen ook voor. De buikzijde is altijd wit en ongevlekt. Ook geheel gele exemplaren komen voor, waar de naam flavus , dat geel betekent, aan te danken is, maar lang niet alle exemplaren zijn geel. Een typisch kenmerk van de soort zijn de relatief lange poten en grote ogen. Hieraan is de salamander van de andere 6 Speleomantes -soorten is te onderscheiden.

## Algemeen
De Monte Albo grottensalamander komt voor in Italië, en dan alleen het noordelijkste deel van het eiland Sardinië. Zoals alle grottensalamanders wordt de soort veel in en rond grotten aangetroffen, en komt niet ver uit de buurt. Het is een goede klimmer die op de grotwanden loodrecht omhoog kan klauteren dankzij de plakkerige buik en zwemvliezen tussen de tenen, die dienen voor een betere grip. Het voedsel bestaat uit kleine ongewervelden die rond de grotten leven. De soort lijkt zich aan te passen aan landschapsverandering van de mens en is gevonden in gecultiveerde gebieden. Ook wordt de soort meest aangetroffen in vrij ontoegankelijke gebieden, die grotendeels niet bewoond worden door de mens.